# Taleh Məmmədov
Taleh Vəli oğlu Məmmədov (ur. 16 sierpnia 1989) – azerski zapaśnik walczący w stylu klasycznym. Brązowy medalista mistrzostw świata w 2022; piąty w 2021. Srebrny medalista mistrzostw Europy w 2021, 2022 i 2023; brązowy w 2019. Piąty w indywidualnym Pucharze Świata w 2020. Drugi w Pucharze Świata w 2017 i 2022; trzeci w 2013 i 2014 i szósty w 2016. Mistrz Azerbejdżanu w 2013, 2014, 2015, 2017, 2018, 2019 i drugi w 2012 roku.